# Bury the Hatchet
Bury the Hatchet (česky „Zakopat válečnou sekyru“) je v pořadí čtvrté řadové album, které vydala irská hudební formace The Cranberries. Deska vyšla v roce 1999.

## Seznam písní
1. „Animal Instinct“ – 3:31
2. „Loud and Clear“ – 2:45
3. „Promises“ – 5:27
4. „You and Me“ – 3:35
5. „Just My Imagination“ – 3:41
6. „Shattered“ – 3:42
7. „Desperate Andy“ – 3:44
8. „Saving Grace“ – 3:08
9. „Copycat“ – 2:53
10. „What's on My Mind“ – 3:12
11. „Delilah“ – 3:32
12. „Fee Fi Fo“ – 4:47
13. „Dying in the Sun“ – 3:32
14. „Sorry Son“ – 3:28
15. „Baby Blues“ – 2:38
16. „Sweetest Thing“ – 3:34
17. „Woman Without Pride“ – 2:26
18. „Such a Shame“ – 4:23
19. „Paparazzi on Mopeds“ – 4:33

## Umístění ve světě
| Hitparáda      | Umístění |
| -------------- | -------- |
| Velká Británie | 7        |
| USA            | 13       |

| Prodejnost | Počet     |
| ---------- | --------- |
| Celkem     | 3,500,000 |